# Чернолесская культура
Чернолесская культура (укр. Чорноліська культура) — археологическая культура периода, переходного от бронзового к раннему железному веку (IX—VII вв. до н. э.). Название получила от одноимённого городища в Чёрном лесу в верховьях реки Ингулец (Кировоградская область), открытого и исследованного в 1949 году.
Произошла от белогрудовской культуры. Сначала занимала лесостепи между Днестром и Днепром, создав вдоль днепровской террасы (между Смелой и Чёрным лесом) первую в
истории региона цепочку укреплённых поселений (городищ) — по-видимому, для сдерживания натиска степняков. На западе граничила с племенами типологически близкой высоцкой культуры, на востоке — с кочевьями прото-скифов и киммерийцев. На заключительном этапе своего существования чернолесцы сдвинулись на восток в бассейн реки Ворскла, откуда вытеснили на север племена бондарихинской культуры.

## Материальная культура
Основное занятие населения — хлебопашество, возделывали пшеницу, ячмень и просо; известно было и разведение рогатого скота, коней, свиней.
К данной культуре относится группа укрепленных городищ (Чернолесское, Тясминское, Калантаевское) и неукрепленных селищ, обнаруженных в 1949 году Алексеем Тереножкиным в Кировоградской области. Важное городище возле Суботова (Черкасская область) было бронзолитейным центром культуры. Классическим образцом чернолесского городища считается укрепление на холме Тясмин. Оно состоит из глинобитного вала 12×1 м, у подножия которого обнаружены обгорелые остатки деревянных укреплений. Последние были построены из коробчатых срубов, соединенных частоколом. Снаружи был ров шириной 9 м и глубиной до 4 м. Со стороны, противоположной реке, подходы к крепости были укреплены ещё одним рвом и валом. В долине реки Тясмин обнаружено наибольшее количество чернолесских городищ. Большинство из них представляет такие же круглые крепости диаметром от 40 до 100 м. Внутри стен выявлены остатки довольно просторных (6 х 10 м) землянок. Селища могли занимать площадь до 10 га. Деревня Мачуха близ Полтавы состояла из 22 жилищ, расположенных по окружности диаметром 250—300 м. Могильники содержат как трупоположения (под насыпными курганами), так и трупосожжения (в урнах), причем последние превалируют на поздней стадии развития культуры.
Артефакты представляют собой каменные и бронзовые топоры, земледельческие орудия (из бронзы, реже — железа), посуда, бронзовые украшения. Кухонная утварь не отличалась особым изяществом, она была полированной или покрывалась кварцевой крошкой. Вместе с тем встречаются и тщательно отделанные вазы грушевидной формы с высокими горлом и узким основанием, хорошо обожженные и украшенные бороздками, инкрустацией, насечками или сосцевидными выпуклостями, напоминающие изделия фракийской Бессарабии. В совокупности найденные артефакты свидетельствуют о контактах местной культуры с Фракией, скифами и греческими колониями на побережье Чёрного моря.

## Хронология развития
Большинство авторов согласно с тем, что чернолесская культура происходит от белогрудовской и комаровской культур, отличаясь от них отчётливым влиянием культуры причерноморских скифов. Комаровская культура, в свою очередь, является локальным вариантом культуры боевых топоров, подпавшим под влияние центральноевропейских и трансильванских культур. Также отмечается влияние на чернолесцев гальштата (в лице носителей гава-голиградской культуры, занимавших Прикарпатье).

В конце IX — самом начале VIII века до н. э. жизнь на старых поселениях чернолесской культуры почти одновременно затухает, что А. И. Тереножкин связывал с натиском степняков-киммерийцев: «Чернолесские городища явились первой в истории Северного Причерноморья оборонительной линией крепостей, которые построило земледельческое население лесостепи для защиты от кочевого населения степей Причерноморья». С. А. Скорый разделяет мнение, что степные наездники, превосходя земледельцев в военном отношении (изобретение дальнобойного сигмовидного лука), «поставили их в зависимость и стали осуществлять контроль над территорией лесостепи». С натиском степняков принято связывать продвижение чернолесцев на восток, в бассейн Ворсклы, то есть на территорию племён бондарихинской культуры. 

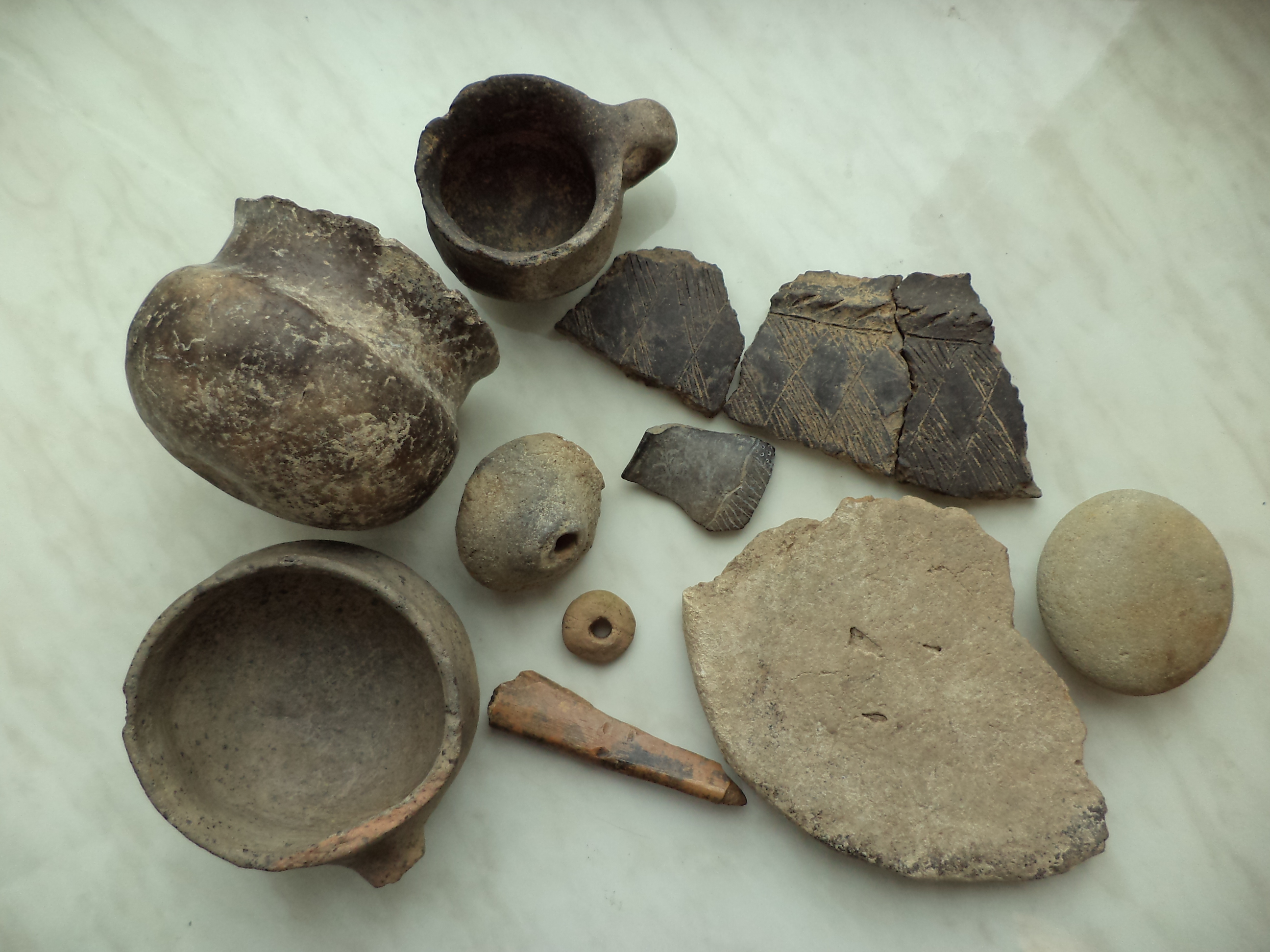
Артефакты с Рудковецкого городища в Поднестровье

В продолжение 150 лет переходного жаботинского периода, когда укрепления в лесостепной полосе не строились, на территорию чернолесской культуры приходят мигранты с запада — население культурных комплексов Басарабь (из Среднего Подунавья) и Поздняя Сахарна (южная часть Среднего Поднестровья). По окончании этого периода площади поселений многократно увеличиваются (с 1—10 га — до 100 га) и, вероятно, появляются крупные племенные объединения (возможно, со жреческой формой власти). Примером таких гигантских городищ может служит Мотронинское. С появлением первых городов в регионе начинается скифская эпоха.

## Этноязыковая принадлежность
Исследователи отмечают кардинальные различия между чернолесской и сменившей её на северо-востоке Украины юхновской культурой (приписывается днепровским балтам). В середине XX века, когда представлялось допустимым соотносить дописьменные культуры поздней бронзы с носителем одного определённого языка (чьи потомки дошли до исторического времени), в чернолесцах видели то фракийцев (агафирсов Геродота), то предков славян (Б. А. Рыбаков, М. Гимбутас). При этом Б. Н. Граков уже тогда оценивал такие попытки подыскать соответствия доисторическим археологическим культурам в позднейших этноязыковых группах весьма скептически.